# Ramicandelaber
Ramicandelaber är ett släkte av svampar. Ramicandelaber ingår i familjen Kickxellaceae, ordningen Kickxellales, divisionen oksvampar och riket svampar.
|                | Coemansia                                                                                 |
|                |                                                                                           |
|                | Kickxella                                                                                 |
|                |                                                                                           |
|                | Martensella                                                                               |
|                |                                                                                           |
|                | Mycoëmilia                                                                                |
|                |                                                                                           |
| Ramicandelaber | \| \| Ramicandelaber longisporus \| \| \| \| \| \| Ramicandelaber brevisporus \| \| \| \| |
|                | \| \| Ramicandelaber longisporus \| \| \| \| \| \| Ramicandelaber brevisporus \| \| \| \| |
|                | Myconymphaea                                                                              |
|                |                                                                                           |
|                | Spiromyces                                                                                |
|                |                                                                                           |
|                | Linderina                                                                                 |
|                |                                                                                           |
|                | Dipsacomyces                                                                              |
|                |                                                                                           |
|                | Pinnaticoemansia                                                                          |
|                |                                                                                           |
|                | Spirodactylon                                                                             |
|                |                                                                                           |
|                | Martensiomyces                                                                            |
|                |                                                                                           |
|                | Ramicandelaber longisporus                                                                |
|                |                                                                                           |
|                | Ramicandelaber brevisporus                                                                |
|                |                                                                                           |

|  | Ramicandelaber longisporus |
|  |                            |
|  | Ramicandelaber brevisporus |
|  |                            |